# Dirty - Affari sporchi
Dirty - Affari sporchi (Dirty) è un film del 2005 diretto da Chris Fisher.

## Trama
Due ex criminali, ora poliziotti, cercano di coprire uno scandalo scoppiato all'interno del dipartimento di polizia di Los Angeles.